# Zeno Danner
Zeno Danner (* 1978 in Konstanz) ist ein deutscher parteiloser Kommunalpolitiker. Er ist seit dem 1. Mai 2019 Landrat des Landkreises Konstanz.

## Ausbildung und Beruf
Zeno Danner wuchs als Sohn eines Lehrers und einer Richterin in Konstanz auf. 1997 legte er am dortigen Heinrich-Suso-Gymnasium sein Abitur ab. Nach dem Studium der Rechtswissenschaften an der Albert-Ludwigs-Universität Freiburg und im australischen Melbourne leistete er sein Referendariat unter anderem in Genf ab.
Danner begann seine berufliche Laufbahn 2007 als Justiziar und Leiter des Rechts- und Ordnungsamts im Landratsamt Bodenseekreis. Gleichzeitig fungierte er als stellvertretender Pressesprecher und Bürgerreferent sowie als stellvertretender Dezernent für Recht, Sicherheit und Ordnung. Im Jahr 2010 wechselte Danner ins Innenministerium Baden-Württemberg. Nach einer fünfmonatigen Abordnung als Nationaler Sachverständiger zum Europäischen Auswärtigen Dienst in Brüssel war er von 2015 bis 2017 stellvertretender Referatsleiter für Europäische Interessenvertretung an der Vertretung Baden-Württembergs bei der Europäischen Union in Brüssel.
Im August 2017 trat Danner die Nachfolge von Frank Wiehe als erster Landesbeamter und stellvertretender Landrat des Landkreises Calw an.
Im März 2019 wurde Danner als Nachfolger von Frank Hämmerle zum Landrat des Landkreises Konstanz für eine Amtszeit von acht Jahren gewählt. In der Wahlsitzung des Kreistags setzte er sich mit 36 zu 30 Stimmen gegen seinen Mitbewerber Dirk Schaible, Bürgermeister in Freiberg am Neckar, durch. Sein Amt trat er zum 1. Mai 2019 an.
Danner engagiert sich neben dem Mandat als Landrat unter anderem bei folgenden Aufgaben:
- Aufsichtsratsvorsitzender des Gesundheitsverbunds Landkreis Konstanz gGmbH
- Vorsitzender des Gesellschafterausschusses der Bodensee Standortmarketing GmbH
- Vorsitzender der Gesellschafterversammlung der Energieagentur Kreis Konstanz GmbH
- Vorsitzender des Vorstandes der Kunststiftung Landkreis Konstanz